# Straight Shooter (film, 1939)
Pour les articles homonymes, voir Straight Shooter.
Pour plus de détails, voir Fiche technique et Distribution.
Straight Shooter est un western américain réalisé par Sam Newfield, sorti en 1939.

## Synopsis
Avant d'être tué, Martin a caché des obligations d'une valeur d'un demi-million de dollars dans son ranch. Brainard, son assassin, l'inspecteur Carson (se présentant sous le nom de Sam Brown), et Margaret, la nièce de Martin convoitent tous le ranch, qui a été vendu aux enchères.

## Fiche technique
- Titre : Straight Shooter
- Réalisation : Sam Newfield
- Scénario : Basil Dickey, Joseph O'Donnell
- Photographie : Art Reed
- Montage : Holbrook Todd, Fred Bain
- Décors : Fred Preble
- Production : Sam Katzman,
- Pays d'origine : États-Unis
- Format : Noir et blanc - 1,37:1 - Mono
- Genre : western
- Durée : 54 minutes
- Date de sortie : 
  - États-Unis : 12 août 1939

## Distribution
- Tim McCoy : 'Lightning' Bill Carson / Sam Brown
- Julie Sheldon : Margaret Martin
- Ben Corbett : Magpie
- Ted Adams : Brainard
- Reed Howes : Slade
- Forrest Taylor : Luke
- Bud Buster : Sheriff Long
- Carl Mathews : Lane